# Original Unverpackt
Die Original Unverpackt GmbH ist ein deutscher Lebensmitteleinzelhändler in Berlin-Kreuzberg. Original Unverpackt gehört zu den Unverpacktläden  und wurde weltweit als Teil der Zero-Waste-Bewegung rezipiert.

## Die Zeit der Gründung
Gegründet wurde das Unternehmen von Milena Glimbovski.
Es werden etwa 2000 Lebensmittel und Haushalts- sowie Drogerieprodukte, darunter Haferflocken, Nudeln, Müsli, Honig, Marmelade, Früchte und Getreideerzeugnisse ohne Umverpackung verkauft. Produkte, die nicht rieselfähig sind, wie etwa Joghurt, Getränke oder Milch werden in Pfandflaschen und -gläsern abgegeben. 
Die Kunden lassen das Gewicht ihrer leeren Behältnisse am Eingang ermitteln und bezahlen das Gewicht der Produkte an der Kasse.
Original Unverpackt war der erste Laden seiner Art, der sich durch Crowdfunding finanzierte. Insgesamt trugen 4000 Unterstützer zu einer Summe von über 108.000 € bei. Diesem Beispiel folgten elf weitere Crowdfundingkampagnen für verpackungsfreie Läden.
Das Design stammt vom Architekten Michael Brown von NAU Architects und fand in der Fachpresse für Inneneinrichtung und Architektur Beachtung.

## Entwicklung seit der Gründung
Das Interesse der Kundschaft an der Geschäftsidee schien nach anfänglicher Euphorie etwas nachzulassen. Im März 2015 hielt der Laden 450 Produkte vor, die von täglich über 100 Kunden gekauft wurden. Im Oktober 2015 wuchs die Zahl noch einmal auf 120 Kunden täglich. Das geplante Franchise-System ruht, trotzdem wurden in Deutschland 38 weitere Geschäfte nach dem Vorbild von Original Unverpackt eröffnet; sieben weitere sind in Planung. Die neu eröffneten Läden sind über ganz Deutschland verteilt und befinden sich in Bonn, Dresden, Heidelberg, Kiel, Mainz, München und Schwäbisch Gmünd. In Karlsruhe wurde das Geschäftskonzept mit der Gründung des ersten Unverpackt-Ladens im Mai 2016 übernommen. Aktuell folgen mehrere Bio-Ketten dem Beispiel von Original Unverpackt und bieten Abteilungen mit nicht verpackten Waren an.
Im Juni 2022 stellte das Unternehmen beim Amtsgericht Charlottenburg Antrag auf Eröffnung eines Insolvenzverfahrens.
Seit dem 1. September 2022 führt die suppOUrt Unverpackt Berlin UG (haftungsbeschränkt) den Geschäftsbetrieb der Original Unverpackt GmbH fort.
2023 ist das Unternehmen erneut für den Deutschen Nachhaltigkeitspreis nominiert worden.